# زو تلنگ
زو تلنگ (به لاتین: Zow Tlang) یک کوه در بنگلادش است که در Thanchi Upazila واقع شده‌است. زو تلنگ ۱٬۰۲۱٫۶۹ متر بالاتر از سطح دریا واقع شده‌است.